# Tingena xanthodesma
Tingena xanthodesma är en fjärilsart som först beskrevs av Alfred Philpott 1923.  Tingena xanthodesma ingår i släktet Tingena och familjen praktmalar. Inga underarter finns listade i Catalogue of Life.